# Zoltán Kereki
Zoltán Kereki (Kőszeg, 13 luglio 1953) è un ex calciatore ungherese, di ruolo difensore.

## Carriera
Con la Nazionale ungherese prese parte ai Mondiali 1978.